# 清朝工部尚书列表
下表列出清朝工部尚書：

## 工部滿尚書
| 序号 | 姓名     | 籍贯            | 上任时间                                  | 任前职务         | 卸任时间                                  | 卸任原因           |
| ---- | -------- | --------------- | ----------------------------------------- | ---------------- | ----------------------------------------- | ------------------ |
| 1    | 星訥     | 滿洲正白旗      | 顺治元年 （1644年）                       |                  | 順治八年正月甲寅 （1651年1月26日）        | 解                 |
| 2    | 譚布     | 滿洲正白旗      | 順治八年三月己丑 （1651年5月1日）         | 甲喇章京         | 順治八年九月丙戌 （1651年10月25日）       | 罷                 |
| 3    | 藍拜     | 滿洲鑲藍旗      | 順治八年九月丙戌 （1651年10月25日）       | 禮部左侍郎       | 順治九年四月乙卯 （1652年5月21日）        | 改刑部尚書         |
| 4    | 星訥     | 滿洲正白旗      | 順治九年四月乙卯 （1652年5月21日）        | 原任授           | 順治十年四月戊午 （1653年5月19日）        | 休                 |
| 署理 | 郭科     | 滿洲正白旗      | 順治十一年七月己巳 （1654年8月29日）      | 工部左侍郎       | 順治十三年三月 （1656年）                 | 解                 |
| 5    | 孫塔     | 滿洲鑲藍旗      | 順治十三年三月 （1656年）                 | 鑲藍旗滿洲副都統 | 順治十七年二月丁未 （1660年4月1日）       | 解                 |
| 6    | 蘇納海   | 滿洲正白旗      | 順治十七年五月甲子 （1660年6月17日）      | 學士             | 順治十七年六月己丑 （1660年7月12日）      | 改兵部尚書         |
| 7    | 穆里瑪   | 滿洲鑲黃旗      | 順治十七年六月癸巳 （1660年7月16日）      | 一等侍衛         | 順治十七年十月辛亥 （1660年12月1日）      | 改都統             |
| 8    | 郭科     | 滿洲正白旗      | 順治十七年十月己亥 （1660年11月19日）     | 工部左侍郎       | 順治十八年四月 （1661年）                 | 去世               |
| 9    | 喇哈達   | 滿洲            | 順治十八年四月丙戌 （1661年5月5日）       | 督捕侍郎         | 康熙三年十二月戊午 （1665年1月16日）      | 改鑲黃旗蒙古都統   |
| 10   | 葉成額   | 滿洲鑲白旗      | 康熙三年十二月癸亥 （1665年1月21日）      | 戶部左侍郎       | 康熙六年三月辛巳 （1667年3月30日）        | 降三級調任         |
| 11   | 馬爾賽   | 滿洲正黃旗      | 康熙六年三月乙酉 （1667年4月3日）         | 正白旗滿洲副都統 | 康熙六年十二月戊子 （1668年1月31日）      | 改戶部尚書         |
| 12   | 額赫里   | 滿洲鑲黃旗      | 康熙七年正月丁未 （1668年2月19日）        | 督捕侍郎         | 康熙七年六月 （1668年）                   | 免                 |
| 13   | 濟世     | 滿洲            | 康熙七年六月丁亥 （1668年7月28日）        | 正藍旗滿洲都統   | 康熙八年五月庚申 （1669年6月26日）        | 坐鼇拜黨，殺       |
| 14   | 恩額德   | 滿洲            | 康熙八年六月丙寅 （1669年7月2日）         | 原禮部尚書       | 康熙八年 （1669年）                       |                    |
| 15   | 吳達禮   | 滿洲正紅旗      | 康熙八年十月壬申 （1669年11月5日）        | 刑部左侍郎       | 康熙十四年十月丁丑 （1675年12月9日）      | 改刑部尚書         |
| 16   | 常鼐     | 滿洲鑲紅旗      | 康熙十四年十月壬午 （1675年12月4日）      | 禮部左侍郎       | 康熙十六年四月壬子 （1677年5月7日）       | 革                 |
| 17   | 伊桑阿   | 滿洲正黃旗      | 康熙十六年四月丙寅 （1677年5月21日）      | 戶部左侍郎       | 康熙十六年八月辛未 （1677年9月23日）      | 改戶部尚書         |
| 18   | 瑪喇     | 滿洲            | 康熙十六年十月庚午 （1677年11月21日）     | 禮部左侍郎       | 康熙二十年三月 （1681年）                 | 革                 |
| 19   | 帥顏保   | 滿洲正黃旗      | 康熙二十年五月庚申 （1681年6月23日）      | 漕運總督         | 康熙二十年十二月乙未 （1682年1月24日）    | 改禮部尚書         |
| 20   | 薩穆哈   | 滿洲正黃旗      | 康熙二十年十二月丁酉 （1682年1月26日）    | 左都御史         | 康熙二十五年六月戊辰 （1686年8月4日）     | 革                 |
| 21   | 佛倫     | 滿洲正白旗      | 康熙二十五年六月戊辰 （1686年8月4日）     | 左都御史         | 康熙二十六年二月辛酉 （1687年3月25日）    | 改刑部尚書         |
| 22   | 阿蘭泰   | 滿洲鑲藍旗      | 康熙二十六年二月辛酉 （1687年3月25日）    | 左都御史         | 康熙二十七年二月丙辰 （1688年3月14日）    | 改兵部尚書         |
| 23   | 蘇赫     | 滿洲正藍旗      | 康熙二十七年二月庚申 （1688年3月18日）    | 倉場侍郎         | 康熙二十九年正月己酉 （1690年2月25日）    | 改吏部尚書         |
| 24   | 席柱     | 滿洲正藍旗      | 康熙二十九年正月己酉 （1690年2月25日）    | 督捕侍郎         | 康熙三十年十月戊申 （1691年12月16日）     | 降五級調任         |
| 25   | 索諾和   | 滿洲正藍旗      | 康熙三十年十一月丁巳 （1691年12月25日）   | 左都御史         | 康熙三十一年二月乙巳 （1692年4月11日）    | 改兵部尚書         |
| 26   | 沙穆哈   | 滿洲            | 康熙三十一年二月乙巳 （1692年4月11日）    | 吏部左侍郎       | 康熙三十二年十月甲戌 （1693年11月1日）    | 改禮部尚書         |
| 27   | 薩穆哈   | 滿洲正黃旗      | 康熙三十二年十月己卯 （1693年11月6日）    | 步軍總尉         | 康熙四十三年三月己酉 （1704年4月13日）    | 革                 |
| 28   | 溫達     | 滿洲鑲黃旗      | 康熙四十三年三月丙寅 （1704年4月30日）    | 左都御史         | 康熙四十五年十月乙酉 （1706年11月5日）    | 改吏部尚書         |
| 29   | 希福納   | 滿洲鑲紅旗      | 康熙四十五年十月己丑 （1706年11月9日）    | 左都御史         | 康熙四十六年正月庚午 （1707年2月18日）    | 改戶部尚書         |
| 30   | 赫碩咨   | 滿洲            | 康熙四十六年正月庚午 （1707年2月18日）    | 戶部右侍郎       | 康熙五十一年四月乙亥 （1712年5月27日）    | 改禮部尚書         |
| 31   | 滿篤     | 滿洲鑲黃旗      | 康熙五十一年四月乙亥 （1712年5月27日）    | 左都御史         | 康熙五十二年十一月甲寅 （1713年12月27日） | 降二級調任         |
| 32   | 赫奕     | 滿洲正黄旗      | 康熙五十二年十二月己卯 （1714年1月21日）  | 內務府總管       | 康熙五十五年五月丁丑 （1716年7月7日）     | 革                 |
| 33   | 孫渣濟   | 滿洲鑲紅旗      | 康熙五十五年五月乙酉 （1716年7月15日）    | 正黃旗滿洲都統   | 康熙五十七年四月甲午 （1718年5月15日）    | 改戶部尚書         |
| 34   | 徐元夢   | 滿洲正白旗      | 康熙五十七年五月癸丑 （1718年6月3日）     | 左都御史         | 雍正元年十月癸酉 （1723年11月24日）       | 改戶部尚書         |
| 35   | 孫渣濟   | 滿洲鑲紅旗      | 雍正元年十月癸酉 （1723年11月24日）       | 戶部尚書         | 雍正二年十月己丑 （1724年12月4日）        | 革                 |
| 36   | 綽奇     | 滿洲鑲白旗      | 雍正二年十月己丑 （1724年12月4日）        | 甘肅巡撫         | 雍正五年七月己巳 （1727年8月31日）        | 革                 |
| 37   | 夸岱     | 滿洲            | 雍正五年七月己巳 （1727年8月31日）        | 內大臣           | 雍正七年八月辛未 （1729年10月21日）       | 去世               |
| 38   | 馬喇     | 滿洲鑲白旗      | 雍正九年十二月辛卯 （1731年12月30日）     | 正黃旗護軍統領   | 雍正十年七月乙酉 （1732年8月20日）        | 革                 |
| 39   | 武格     | 滿洲正黃旗      | 雍正十年七月丙戌 （1732年8月21日）        | 刑部左侍郎       | 雍正十年十二月丙寅 （1733年1月28日）      | 革                 |
| 40   | 慶復     | 滿洲鑲黃旗      | 雍正十一年二月己未 （1733年3月22日）      | 領侍衛內大臣     | 雍正十一年十月甲寅 （1733年11月12日）     | 改戶部尚書         |
| 41   | 憲德     | 蒙古正白旗      | 雍正十一年十二月庚申 （1734年1月17日）    | 四川巡撫         | 雍正十二年七月丙戌 （1734年8月11日）      | 改刑部尚書         |
| 42   | 海壽     | 滿洲正白旗      | 雍正十二年七月丙戌 （1734年8月11日）      | 刑部尚書         | 雍正十二年九月辛卯 （1734年10月15日）     | 解                 |
| 43   | 巴泰     | 滿洲正白旗      | 雍正十二年十月己未 （1734年11月12日）     | 原工部右侍郎     | 雍正十三年五月甲子 （1735年7月15日）      | 革                 |
| 44   | 查克旦   | 滿洲鑲白旗      | 雍正十三年六月癸未 （1735年8月3日）       | 額外尚書         | 乾隆二年十二月甲申 （1738年1月20日）      | 改漕運總督         |
| 45   | 來保     | 滿洲正白旗      | 乾隆二年十二月甲申 （1738年1月20日）      | 內務府總管       | 乾隆五年十一月庚午 （1740年12月21日）     | 改刑部尚書         |
| 46   | 哈達哈   | 滿洲鑲藍旗      | 乾隆五年十一月庚午 （1740年12月21日）     | 鑲紅旗滿洲都統   | 乾隆十四年四月戊戌 （1749年6月5日）       | 改兵部尚書         |
| 47   | 三和     | 滿洲鑲白旗      | 乾隆十四年四月戊戌 （1749年6月5日）       | 兵部尚書         | 乾隆十四年十二月辛卯 （1750年1月24日）    | 降工部右侍郎       |
| 48   | 哈達哈   | 滿洲鑲藍旗      | 乾隆十四年十二月辛卯 （1750年1月24日）    | 兵部尚書         | 乾隆二十二年二月乙酉 （1757年4月11日）    | 降兵部左侍郎       |
| 49   | 納木扎勒 | 蒙古正白旗      | 乾隆二十二年二月乙酉 （1757年4月11日）    | 戶部右侍郎       | 乾隆二十三年十一月丁未 （1758年12月24日） | 戰死               |
| 50   | 舒赫德   | 滿洲正白旗      | 乾隆二十三年十一月丁未 （1758年12月24日） | 吏部左侍郎       | 乾隆二十六年七月辛丑 （1761年8月4日）     | 改刑部尚書         |
| 51   | 阿桂     | 滿洲正藍旗      | 乾隆二十六年七月辛丑 （1761年8月4日）     | 工部右侍郎       | 乾隆三十年十二月戊申 （1766年1月17日）    | 解                 |
| 52   | 蘊著     | 宗室            | 乾隆三十年十二月戊申 （1766年1月17日）    | 綏遠將軍         | 乾隆三十二年三月丙寅 （1767年3月31日）    | 解                 |
| 53   | 託庸     | 滿洲鑲黃旗      | 乾隆三十二年三月丙寅 （1767年3月31日）    | 兵部尚書         | 乾隆三十三年四月戊寅 （1768年6月5日）     | 改刑部尚書         |
| 54   | 福隆安   | 滿洲鑲黃旗      | 乾隆三十三年四月戊寅 （1768年6月5日）     | 兵部尚書         | 乾隆四十一年正月己丑 （1776年3月6日）     | 改兵部尚書         |
| 55   | 綽克託   | 滿洲            | 乾隆四十一年正月己丑 （1776年3月6日）     | 烏什參贊大臣     | 乾隆四十三年二月己酉 （1778年3月16日）    | 改吏部尚書         |
| 56   | 富勒渾   | 滿洲鑲藍旗      | 乾隆四十三年二月己酉 （1778年3月16日）    | 禮部尚書         | 乾隆四十四年十二月戊午 （1780年1月14日）  | 改湖廣總督         |
| 57   | 綽克託   | 滿洲            | 乾隆四十四年十二月戊午 （1780年1月14日）  | 吏部左侍郎       | 乾隆四十九年五月乙卯 （1784年6月18日）    | 革                 |
| 58   | 慶桂     | 滿洲鑲黃旗      | 乾隆四十九年五月乙卯 （1784年6月18日）    | 福州將軍         | 乾隆四十九年五月辛巳 （1784年7月14日）    | 改兵部尚書         |
| 59   | 復興     | 滿洲            | 乾隆四十九年五月辛巳 （1784年7月14日）    | 左都御史         | 乾隆五十年三月戊辰 （1785年4月27日）      | 改定邊左副將軍     |
| 60   | 舒常     | 滿洲正白旗      | 乾隆五十年三月戊辰 （1785年4月27日）      | 兩廣總督         | 乾隆五十二年十二月己酉 （1788年1月23日）  | 授湖廣總督         |
| 61   | 福長安   | 滿洲鑲黃旗      | 乾隆五十二年十二月己酉 （1788年1月23日）  | 署理兵部尚書     | 乾隆五十六年十月癸丑 （1791年11月7日）    | 改戶部尚書         |
| 62   | 金簡     | 滿洲正黃旗      | 乾隆五十六年十月癸丑 （1791年11月7日）    |                  | 乾隆五十七年八月癸酉 （1792年9月22日）    | 改吏部尚書         |
| 63   | 和琳     | 滿洲正紅旗      | 乾隆五十七年八月癸酉 （1792年9月22日）    | 兵部右侍郎       | 乾隆五十九年七月甲辰 （1794年8月14日）    | 改四川總督         |
| 64   | 松筠     | 蒙古正藍旗      | 乾隆五十九年七月甲辰 （1794年8月14日）    | 戶部左侍郎       | 嘉慶四年正月戊辰 （1799年2月13日）        | 改戶部尚書         |
| 65   | 那彥成   | 滿洲正白旗      | 嘉慶四年正月戊辰 （1799年2月13日）        | 戶部左侍郎       | 嘉慶五年五月丁未 （1800年7月17日）        | 革                 |
| 66   | 琳寧     | 宗室 滿洲鑲藍旗 | 嘉慶五年五月丁未 （1800年7月17日）        | 鑲白旗漢軍都統   | 嘉慶六年四月戊辰 （1801年6月3日）         | 改吏部尚書         |
| 67   | 緼布     | 满洲正黄旗      | 嘉慶六年四月戊辰 （1801年6月3日）         | 兵部左侍郎       | 嘉慶十四年六月甲寅 （1809年8月6日）       | 病免               |
| 68   | 蘇楞額   | 滿洲            | 嘉慶十四年六月甲寅 （1809年8月6日）       | 工部右侍郎       | 嘉慶十四年十二月戊戌 （1810年1月17日）    | 革                 |
| 69   | 秀林     | 滿洲鑲白旗      | 嘉慶十四年十二月辛丑 （1810年1月20日）    | 吉林將軍         | 嘉慶十五年二月壬辰 （1810年3月12日）      | 改吏部尚書         |
| 70   | 託津     | 滿洲鑲黃旗      | 嘉慶十五年二月壬辰 （1810年3月12日）      | 戶部左侍郎       | 嘉慶十五年五月癸亥 （1810年6月11日）      | 改戶部尚書         |
| 71   | 勒保     | 滿洲鑲紅旗      | 嘉慶十五年五月癸亥 （1810年6月11日）      | 武英殿大學士     | 嘉慶十五年六月辛丑 （1810年7月19日）      | 改刑部尚書         |
| 72   | 馬慧裕   | 漢軍正黃旗      | 嘉慶十五年六月辛丑 （1810年7月19日）      | 工部右侍郎       | 嘉慶十五年九月壬戌 （1810年10月8日）      | 改湖廣總督         |
| 73   | 恭阿拉   | 滿洲鑲黃旗      | 嘉慶十五年九月壬戌 （1810年10月8日）      | 禮部尚書         | 嘉慶十六年六月丙辰 （1811年7月29日）      | 改兵部尚書         |
| 74   | 吉綸     | 滿洲鑲藍旗      | 嘉慶十六年六月丁巳 （1811年7月30日）      | 理藩院右侍郎     | 嘉慶十八年九月己卯 （1813年10月9日）      | 革                 |
| 75   | 成寧     | 滿洲鑲黃旗      | 嘉慶十八年九月己卯 （1813年10月9日）      | 吏部左侍郎       | 嘉慶十八年九月癸巳 （1813年10月23日）     | 改禮部尚書         |
| 76   | 英和     | 滿洲正白旗      | 嘉慶十八年九月癸巳 （1813年10月23日）     | 步軍統領         | 嘉慶十九年二月丙辰 （1814年3月15日）      | 改吏部尚書         |
| 77   | 蘇楞額   | 滿洲            | 嘉慶十九年二月丙辰 （1814年3月15日）      | 戶部左侍郎       | 嘉慶二十一年七月乙卯 （1816年8月30日）    | 降工部左侍郎       |
| 78   | 和寧     | 蒙古鑲黃旗      | 嘉慶二十一年七月乙卯 （1816年8月30日）    | 熱河都統         | 嘉慶二十二年六月甲戌 （1817年7月15日）    | 改兵部尚書         |
| 79   | 伊沖阿   | 宗室 滿洲正藍旗 | 嘉慶二十二年六月甲戌 （1817年7月15日）    | 理藩院尚書       | 嘉慶二十二年七月丙辰 （1817年8月26日）    | 改兵部尚書         |
| 80   | 蘇楞額   | 滿洲            | 嘉慶二十二年七月丙辰 （1817年8月26日）    | 工部左侍郎       | 嘉慶二十五年十月戊子 （1820年11月10日）   | 解                 |
| 81   | 穆克登額 | 滿洲正白旗      | 嘉慶二十五年十月戊子 （1820年11月10日）   | 禮部尚書         | 道光二年三月庚戌 （1822年3月27日）        | 改禮部尚書         |
| 82   | 文孚     | 滿洲鑲黃旗      | 道光二年三月庚戌 （1822年3月27日）        | 禮部尚書         | 道光二年六月戊辰 （1822年8月12日）        | 改吏部尚書         |
| 83   | 禧恩     | 宗室 滿洲正藍旗 | 道光二年六月戊辰 （1822年8月12日）        | 理藩院尚書       | 道光六年十二月戊午 （1827年1月8日）       | 改戶部尚書         |
| 84   | 穆彰阿   | 滿洲鑲藍旗      | 道光六年十二月戊午 （1827年1月8日）       | 理藩院尚書       | 道光十一年八月乙未 （1831年9月21日）      | 改兵部尚書         |
| 85   | 富俊     | 蒙古正黃旗      | 道光十一年八月乙未 （1831年9月21日）      | 理藩院尚書       | 道光十一年十二月乙酉 （1832年1月9日）     | 遷                 |
| 86   | 穆彰阿   | 滿洲鑲藍旗      | 道光十一年十二月乙酉 （1832年1月9日）     | 兵部尚書         | 道光十三年五月丁酉 （1833年7月14日）      | 改戶部尚書         |
| 87   | 博啓圖   | 滿洲鑲黃旗      | 道光十三年五月丁酉 （1833年7月14日）      | 理藩院尚書       | 道光十四年七月丙子 （1834年8月17日）      | 去世               |
| 88   | 耆英     | 宗室 滿洲正藍旗 | 道光十四年七月丙子 （1834年8月17日）      | 禮部尚書         | 道光十四年十一月丙戌 （1834年12月25日）   | 改戶部尚書         |
| 89   | 敬徵     | 宗室 滿洲鑲白旗 | 道光十四年十一月丙戌 （1834年12月25日）   | 兵部尚書         | 道光十五年閏六月丁卯 （1835年8月3日）     | 革                 |
| 90   | 載銓     | 宗室 滿洲鑲紅旗 | 道光十五年閏六月丁卯 （1835年8月3日）     | 禮部尚書         | 道光十六年十一月庚子 （1836年12月28日）   | 襲定親王爵         |
| 91   | 敬徵     | 宗室 滿洲鑲白旗 | 道光十六年十一月庚子 （1836年12月28日）   | 左都御史         | 道光二十一年五月己卯 （1841年7月14日）    | 改戶部尚書         |
| 92   | 賽尚阿   | 蒙古正藍旗      | 道光二十一年五月己卯 （1841年7月14日）    | 理藩院尚書       | 道光二十五年二月癸丑 （1845年3月29日）    | 改戶部尚書         |
| 93   | 裕誠     | 滿洲鑲黃旗      | 道光二十五年二月癸丑 （1845年3月29日）    | 兵部尚書         | 道光二十五年四月丙辰 （1845年5月31日）    | 降五級調任         |
| 94   | 敬徵     | 宗室 滿洲鑲白旗 | 道光二十五年四月丙辰 （1845年5月31日）    | 內閣學士         | 道光二十五年八月甲寅 （1845年9月26日）    | 革                 |
| 95   | 特登額   | 滿洲            | 道光二十五年八月甲寅 （1845年9月26日）    | 禮部尚書         | 咸豐元年正月戊子 （1851年2月1日）         | 改兵部尚書         |
| 96   | 阿靈阿   | 滿洲鑲黃旗      | 咸豐元年正月戊子 （1851年2月1日）         | 戶部左侍郎       | 咸豐二年七月甲戌 （1852年9月9日）         | 改刑部尚書         |
| 97   | 麟魁     | 滿洲鑲白旗      | 咸豐二年七月甲戌 （1852年9月9日）         | 戶部右侍郎       | 咸豐三年九月丁未 （1853年10月7日）        | 改禮部尚書         |
| 98   | 花沙納   | 蒙古正黃旗      | 咸豐三年九月丁未 （1853年10月7日）        | 左都御史         | 咸豐四年十月丙辰 （1854年12月10日）       | 改吏部尚書         |
| 99   | 全慶     | 滿洲正白旗      | 咸豐四年十月丙辰 （1854年12月10日）       | 倉場侍郎         | 咸豐七年正月戊辰 （1857年2月9日）         | 改兵部尚書         |
| 100  | 文彩     | 宗室 滿洲鑲白旗 | 咸豐七年正月戊辰 （1857年2月9日）         | 左都御史         | 咸豐十年六月乙亥 （1860年7月30日）        | 病免               |
| 101  | 綿森     | 宗室 滿洲正藍旗 | 咸豐十年六月乙亥 （1860年7月30日）        | 禮部尚書         | 咸豐十一年九月己丑 （1861年10月7日）      | 改刑部尚書         |
| 102  | 瑞常     | 蒙古鑲紅旗      | 咸豐十一年九月己丑 （1861年10月7日）      | 刑部尚書         | 咸豐十一年十月丙辰 （1861年11月3日）      | 改戶部尚書         |
| 103  | 愛仁     | 蒙古正紅旗      | 咸豐十一年十月丙辰 （1861年11月3日）      | 理藩院尚書       | 同治元年正月己亥 （1862年2月14日）        | 改兵部尚書         |
| 104  | 倭仁     | 蒙古正紅旗      | 同治元年正月己亥 （1862年2月14日）        | 左都御史         | 同治元年閏八月丙申 （1862年10月9日）      | 遷文淵閣大學士     |
| 105  | 文祥     | 滿洲正紅旗      | 同治元年閏八月丙申 （1862年10月9日）      | 左都御史         | 同治五年二月乙巳 （1866年3月31日）        | 改吏部尚書         |
| 106  | 瑞常     | 蒙古鑲紅旗      | 同治五年二月乙巳 （1866年3月31日）        | 吏部尚書         | 同治七年六月庚戌 （1868年7月23日）        | 改刑部尚書         |
| 107  | 存誠     | 宗室 滿洲正藍旗 | 同治七年六月庚戌 （1868年7月23日）        | 理藩院尚書       | 同治十年二月庚寅 （1871年4月19日）        | 改禮部尚書         |
| 108  | 崇綸     | 滿洲正黃旗      | 同治十年二月庚寅 （1871年4月19日）        | 理藩院尚書       | 光緒元年九月己亥 （1875年10月4日）        | 去世               |
| 109  | 魁齡     | 滿洲正紅旗      | 光緒元年九月己亥 （1875年10月4日）        | 左都御史         | 光緒三年正月癸亥 （1877年2月19日）        | 改戶部尚書         |
| 110  | 景廉     | 滿洲正黃旗      | 光緒三年正月癸亥 （1877年2月19日）        | 左都御史         | 光緒四年五月甲子 （1878年6月15日）        | 改戶部尚書         |
| 111  | 榮祿     | 滿洲正白旗      | 光緒四年五月甲子 （1878年6月15日）        | 左都御史         | 光緒四年十二月壬寅 （1879年1月19日）      | 解                 |
| 112  | 全慶     | 滿洲正白旗      | 光緒四年十二月癸卯 （1879年1月20日）      | 刑部尚書         | 光緒六年十一月己巳 （1880年12月6日）      | 遷體仁閣大學士     |
| 113  | 瑞聯     | 宗室 滿洲正藍旗 | 光緒六年十一月庚午 （1880年12月7日）      | 杭州將軍         | 光緒九年二月甲寅 （1883年3月11日）        | 改兵部尚書         |
| 114  | 麟書     | 滿洲 滿洲正藍旗 | 光緒九年二月甲寅 （1883年3月11日）        | 理藩院尚書       | 光緒十年五月癸卯 （1884年6月22日）        | 病免               |
| 115  | 福錕     | 宗室 滿洲鑲藍旗 | 光緒十年五月癸卯 （1884年6月22日）        | 戶部左侍郎       | 光緒十一年十一月癸亥 （1886年1月3日）     | 改戶部尚書         |
| 116  | 麟書     | 宗室 滿洲正藍旗 | 光緒十一年十一月癸亥 （1886年1月3日）     | 前工部尚書       | 光緒十二年二月乙亥 （1886年3月16日）      | 改刑部尚書         |
| 117  | 崑岡     | 宗室            | 光緒十二年二月乙亥 （1886年3月16日）      | 理藩院尚書       | 光緒十六年二月庚辰 （1890年2月28日）      | 改禮部尚書         |
| 118  | 熙敬     | 滿洲            | 光緒十六年二月庚辰 （1890年2月28日）      | 左都御史         | 光緒十八年八月甲申 （1892年10月19日）     | 改戶部尚書         |
| 119  | 松溎     | 滿洲鑲藍旗      | 光緒十八年八月甲申 （1892年10月19日）     | 吏部左侍郎       | 光緒十九年九月乙酉 （1893年10月15日）     | 改刑部尚書         |
| 120  | 懷塔布   | 滿洲正藍旗      | 光緒十九年九月乙酉 （1893年10月15日）     | 左都御史         | 光緒二十二年四月庚寅 （1896年6月6日）     | 改禮部尚書         |
| 121  | 剛毅     | 滿洲正白旗      | 光緒二十二年四月庚寅 （1896年6月6日）     | 戶部右侍郎       | 光緒二十三年七月甲午 （1897年8月4日）     | 改刑部尚書         |
| 122  | 松溎     | 滿洲鑲藍旗      | 光緒二十三年七月甲午 （1897年8月4日）     | 刑部尚書         | 光緒三十二年正月癸巳 （1906年2月18日）    | 改西安將軍         |
| 123  | 松壽     | 滿洲正白旗      | 光緒三十二年正月癸巳 （1906年2月18日）    | 兵部尚書         | 光緒三十二年九月甲寅 （1906年11月6日）    | 工部改組為農工商部 |
| 序号 | 姓名     | 籍贯            | 上任时间                                  | 任前职务         | 卸任时间                                  | 卸任原因           |

## 工部漢尚書
| 序号 | 姓名   | 籍贯       | 上任时间                                  | 任前职务               | 卸任时间                                  | 卸任原因           |
| ---- | ------ | ---------- | ----------------------------------------- | ---------------------- | ----------------------------------------- | ------------------ |
| 1    | 金之俊 | 南直隸吳江 | 顺治四年七月丁丑 （1648年9月1日）         | 吏部右侍郎             | 順治八年閏二月甲寅 （1651年3月27日）      | 改兵部尚書         |
| 2    | 謝啓光 | 山東章邱   | 順治八年閏二月甲寅 （1651年3月27日）      | 戶部尚書               | 順治八年閏二月乙丑 （1651年4月7日）       | 革                 |
| 3    | 張鳳翔 | 山東堂邑   | 順治八年閏二月戊辰 （1651年4月10日）      | 吏部左侍郎             | 順治十年正月丙申 （1653年2月26日）        | 休                 |
| 4    | 劉昌   | 河南祥符   | 順治十年正月庚寅 （1653年2月20日）        | 工部左侍郎             | 順治十二年二月戊午 （1655年3月10日）      | 改刑部尚書         |
| 5    | 李際期 | 河南孟津   | 順治十二年二月戊午 （1655年3月10日）      | 刑部左侍郎             | 順治十二年五月丙午 （1655年6月26日）      | 改兵部尚書         |
| 6    | 衛周祚 | 山西曲沃   | 順治十二年五月己酉 （1655年6月20日）      | 吏部左侍郎             | 順治十五年五月癸卯 （1658年6月7日）       | 改吏部尚書         |
| 7    | 劉昌   | 河南祥符   | 順治十五年五月戊申 （1658年6月12日）      | 假滿刑部尚書           | 順治十七年二月壬辰 （1660年3月17日）      | 休                 |
| 8    | 霍達   | 陝西長安   | 順治十七年二月壬子 （1660年4月6日）       | 督捕侍郎               | 順治十七年七月甲寅 （1660年8月6日）       | 管左都御史         |
| 9    | 楊義   | 山西洪洞   | 順治十七年七月庚午 （1660年8月22日）      | 倉場侍郎               | 順治十八年五月 （1661年）                 | 休                 |
| 10   | 高景   | 直隸新安   | 順治十八年五月己巳 （1661年6月17日）      | 倉場侍郎               | 順治十八年七月癸亥 （1661年8月10日）      | 改刑部尚書         |
| 11   | 傅維鱗 | 京師靈壽   | 順治十八年閏七月甲午 （1661年9月10日）    | 工部左侍郎             | 康熙五年六月甲子 （1666年7月16日）        | 病休               |
| 12   | 郝維訥 | 直隸霸州   | 康熙五年六月癸酉 （1666年7月25日）        | 左都御史               | 康熙五年九月丙午 （1666年10月26日）       | 改刑部尚書         |
| 13   | 朱之弼 | 京師大興   | 康熙五年十月壬子 （1666年11月1日）        | 左都御史               | 康熙七年九月丁酉 （1668年10月6日）        | 改刑部尚書         |
| 14   | 王熙   | 京師宛平   | 康熙七年九月甲辰 （1668年10月13日）       | 左都御史               | 康熙十二年五月辛卯 （1673年7月6日）       | 改兵部尚書         |
| 15   | 吳正治 | 湖廣江夏   | 康熙十二年五月丁酉 （1673年7月12日）      | 左都御史               | 康熙十二年九月乙亥 （1673年10月18日）     | 改禮部尚書         |
| 16   | 冀如錫 | 直隸永年   | 康熙十二年九月辛巳 （1673年10月24日）     | 左都御史               | 康熙十六年四月壬子 （1677年5月7日）       | 革                 |
| 17   | 陳敱永 | 浙江海寧   | 康熙十六年四月己未 （1677年5月14日）      | 左都御史               | 康熙十七年三月 （1678年）                 | 休                 |
| 18   | 朱之弼 | 京師大興   | 康熙十七年三月辛卯 （1678年4月11日）      | 原兵部尚書             | 康熙二十二年十二月丙辰 （1684年2月4日）   | 降三級調任         |
| 19   | 杜臻   | 浙江秀水   | 康熙二十三年正月丙戌 （1684年3月5日）     | 吏部左侍郎管右侍郎事   | 康熙二十五年九月辛丑 （1686年11月5日）    | 憂免               |
| 20   | 陳廷敬 | 山西澤州   | 康熙二十五年九月丁未 （1686年11月11日）   | 左都御史               | 康熙二十六年二月己未 （1687年3月23日）    | 改刑部尚書         |
| 21   | 王日藻 | 江南華亭   | 康熙二十六年二月丁卯 （1687年3月31日）    | 戶部右侍郎             | 康熙二十六年九月丙申 （1687年10月26日）   | 改戶部尚書         |
| 22   | 湯斌   | 河南睢州   | 康熙二十六年九月丙申 （1687年10月26日）   | 禮部尚書管詹事府事     | 康熙二十六年十一月 （1687年）             | 去世               |
| 23   | 熊一瀟 | 江西南昌   | 康熙二十六年十月甲子 （1687年11月23日）   | 吏部右侍郎             | 康熙二十七年二月壬子 （1688年3月10日）    | 解職               |
| 24   | 李天馥 | 安徽合肥   | 康熙二十七年二月甲寅 （1688年3月12日）    | 吏部左侍郎             | 康熙二十七年五月癸未 （1688年6月9日）     | 改刑部尚書         |
| 25   | 翁叔元 | 江南常熟   | 康熙二十七年六月戊辰 （1688年7月24日）    | 吏部左侍郎             | 康熙二十八年五月乙丑 （1689年7月16日）    | 葬假               |
| 26   | 張英   | 江南桐城   | 康熙二十八年十二月戊辰 （1690年1月15日）  | 禮部左侍郎             | 康熙二十九年七月庚寅 （1690年8月5日）     | 改禮部尚書         |
| 27   | 陳廷敬 | 山西澤州   | 康熙二十九年七月己亥 （1690年8月14日）    | 左都御史               | 康熙三十年六月癸亥 （1691年7月4日）       | 改刑部尚書         |
| 28   | 高爾位 | 漢軍正黃旗 | 康熙三十年六月辛未 （1691年7月12日）      | 刑部左侍郎             | 康熙三十年十月戊申 （1691年12月16日）     | 降五級調任         |
| 29   | 李振裕 | 江西吉水   | 康熙三十年十一月丁巳 （1691年12月25日）   | 吏部右侍郎             | 康熙三十七年十一月丙申 （1698年12月27日） | 改刑部尚書         |
| 30   | 熊一瀟 | 江西南昌   | 康熙三十七年十一月丙申 （1698年12月27日） | 工部右侍郎             | 康熙三十八年二月辛丑 （1699年3月2日）     | 病免               |
| 31   | 王鴻緒 | 江南婁縣   | 康熙三十八年五月癸巳 （1699年6月22日）    | 原左都御史             | 康熙四十七年五月甲申 （1708年6月26日）    | 改戶部尚書         |
| 32   | 王掞   | 江南太倉   | 康熙四十七年十月乙卯 （1708年11月24日）   | 刑部尚書               | 康熙四十九年四月庚戌 （1710年5月13日）    | 改兵部尚書         |
| 33   | 徐元正 | 浙江德清   | 康熙四十九年十一月癸卯 （1710年11月1日）  | 左都御史               | 康熙五十年三月乙卯 （1711年5月13日）      | 乞養               |
| 34   | 陳詵   | 浙江海寧   | 康熙五十年四月庚申 （1711年5月18日）      | 湖廣巡撫               | 康熙五十一年四月乙亥 （1712年5月27日）    | 改禮部尚書         |
| 35   | 張廷樞 | 陝西韓城   | 康熙五十一年四月乙亥 （1712年5月27日）    | 已革刑部尚書           | 康熙五十二年五月丙戌 （1713年6月2日）     | 改刑部尚書         |
| 36   | 王頊齡 | 江南華亭   | 康熙五十二年五月丙戌 （1713年6月2日）     | 吏部左侍郎             | 康熙五十七年九月丙戌 （1718年11月3日）    | 遷武英殿大學士     |
| 37   | 陳元龍 | 浙江海寧   | 康熙五十七年九月丙戌 （1718年11月3日）    | 廣西巡撫               | 康熙六十年十二月丁丑 （1722年2月6日）     | 改禮部尚書         |
| 38   | 李先復 | 四川南部   | 康熙六十一年正月乙巳 （1722年3月6日）     | 兵部左侍郎             | 雍正二年六月丙申 （1724年8月13日）        | 休                 |
| 39   | 李永紹 | 山東寧海   | 雍正二年七月乙巳 （1724年8月22日）        | 盛京工部侍郎           | 雍正五年七月戊午 （1727年8月20日）        | 降三級休           |
| 40   | 黃國材 | 漢軍正白旗 | 雍正五年七月己未 （1727年8月21日）        | 兵部尚書辦理刑部尚書事 | 雍正七年四月戊戌 （1729年5月21日）        | 革                 |
| 41   | 李永陞 | 漢軍鑲紅旗 | 雍正七年四月戊戌 （1729年5月21日）        | 鑲紅旗漢軍都統         | 雍正八年六月己亥 （1730年7月16日）        | 革                 |
| 42   | 張大有 | 陝西郃陽   | 雍正八年六月己亥 （1730年7月16日）        | 刑部左侍郎             | 雍正十年四月丙午 （1732年5月13日）        | 改禮部尚書         |
| 43   | 范時繹 | 漢軍鑲黃旗 | 雍正十年四月丙午 （1732年5月13日）        | 鑲黃旗漢軍都統         | 雍正十二年三月丁丑 （1734年4月4日）       | 革                 |
| 44   | 徐本   | 浙江錢塘   | 雍正十二年三月戊戌 （1734年4月25日）      | 左都御史               | 雍正十三年十月甲戌 （1735年3月16日）      | 改刑部尚書         |
| 45   | 涂天相 | 湖北孝感   | 雍正十三年十月甲戌 （1735年3月16日）      | 原兵部尚書             | 乾隆二年三月甲辰 （1737年4月15日）        | 免                 |
| 46   | 趙宏恩 | 漢軍鑲紅旗 | 乾隆二年三月甲辰 （1737年4月15日）        | 兩江總督               | 乾隆二年 （1737年）                       | 解職               |
| 47   | 高其倬 | 漢軍鑲黃旗 | 乾隆三年三月壬子 （1738年4月18日）        | 湖南巡撫               | 乾隆三年七月乙丑 （1738年8月29日）        | 改戶部尚書         |
| 48   | 史貽直 | 江蘇溧陽   | 乾隆三年七月乙丑 （1738年8月29日）        | 戶部尚書               | 乾隆三年十月丙申 （1738年11月28日）       | 改刑部尚書         |
| 49   | 趙殿最 | 浙江仁和   | 乾隆三年十月丙申 （1738年11月28日）       | 吏部右侍郎             | 乾隆四年三月庚申 （1739年4月21日）        | 降一級調任         |
| 50   | 魏廷珍 | 直隸景州   | 乾隆四年三月壬申 （1739年5月3日）         | 左都御史               | 乾隆五年二月癸未 （1740年3月9日）         | 革                 |
| 51   | 韓光基 | 江蘇長洲   | 乾隆五年二月戊戌 （1740年3月24日）        | 刑部右侍郎             | 乾隆五年九月癸酉 （1740年10月25日）       | 改刑部尚書         |
| 52   | 陳世倌 | 浙江海寧   | 乾隆五年九月癸酉 （1740年10月25日）       | 左都御史               | 乾隆六年七月庚辰 （1741年8月28日）        | 遷文淵閣大學士     |
| 53   | 韓光基 | 江南長洲   | 乾隆六年九月己卯 （1741年10月26日）       | 刑部尚書               | 乾隆九年二月 （1744年）                   | 去世               |
| 54   | 汪由敦 | 浙江錢塘   | 乾隆九年三月癸未 （1744年4月17日）        | 戶部右侍郎             | 乾隆九年十二月戊辰 （1745年2月27日）      | 改刑部尚書         |
| 55   | 趙宏恩 | 漢軍鑲紅旗 | 乾隆九年十二月戊辰 （1745年2月27日）      | 工部左侍郎             | 乾隆十四年十二月庚辰 （1750年1月13日）    | 改京口將軍         |
| 56   | 劉統勳 | 山東諸城   | 乾隆十四年十二月庚辰 （1750年1月13日）    | 左都御史               | 乾隆十五年七月庚申 （1750年8月21日）      | 改刑部尚書         |
| 57   | 孫嘉淦 | 山西興縣   | 乾隆十五年七月庚申 （1750年8月21日）      | 兵部右侍郎             | 乾隆十七年九月庚辰 （1752年10月29日）     | 改吏部尚書         |
| 58   | 汪由敦 | 浙江錢塘   | 乾隆十七年九月庚辰 （1752年10月29日）     | 戶部右侍郎             | 乾隆二十年九月丁酉 （1755年10月31日）     | 改刑部尚書         |
| 59   | 衛哲治 | 河南濟源   | 乾隆二十年十月甲辰 （1755年11月7日）      | 廣西巡撫               | 乾隆二十一年二月甲子 （1756年3月26日）    | 病免               |
| 60   | 趙宏恩 | 漢軍鑲紅旗 | 乾隆二十一年二月甲子 （1756年3月26日）    | 左副都御史             | 乾隆二十一年六月壬子 （1756年7月12日）    | 改左都御史         |
| 61   | 汪由敦 | 浙江錢塘   | 乾隆二十一年六月壬子 （1756年7月12日）    | 刑部尚書               | 乾隆二十二年正月甲辰 （1757年3月1日）     | 改吏部尚書         |
| 62   | 秦蕙田 | 江南金匱   | 乾隆二十二年正月甲辰 （1757年3月1日）     | 刑部左侍郎             | 乾隆二十三年正月壬子 （1758年3月4日）     | 改刑部尚書         |
| 63   | 嵇璜   | 江蘇無錫   | 乾隆二十三年正月壬子 （1758年3月4日）     | 南河副總河             | 乾隆二十三年九月戊戌 （1758年10月16日）   | 改禮部尚書         |
| 64   | 梁詩正 | 浙江錢塘   | 乾隆二十三年九月戊戌 （1758年10月16日）   | 原吏部尚書             | 乾隆二十四年正月癸卯 （1759年2月18日）    | 改兵部尚書         |
| 65   | 歸宣光 | 江蘇常熟   | 乾隆二十四年正月癸卯 （1759年2月18日）    | 左都御史               | 乾隆二十七年十二月丁未 （1763年2月1日）   | 去世               |
| 66   | 董邦達 | 浙江富陽   | 乾隆二十七年十二月丁未 （1763年2月1日）   | 左都御史               | 乾隆二十九年十二月甲午 （1765年1月8日）   | 改禮部尚書         |
| 67   | 楊廷璋 | 漢軍鑲黃旗 | 乾隆二十九年十二月甲午 （1765年1月8日）   | 正紅旗漢軍都統         | 乾隆三十年六月己酉 （1765年7月22日）      | 署兩廣總督         |
| 68   | 李侍堯 | 漢軍鑲黃旗 | 乾隆三十年八月辛丑 （1765年11月11日）     | 原兩廣總督             | 乾隆三十一年正月乙未 （1766年3月5日）     | 改署刑部尚書       |
| 69   | 董邦達 | 浙江富陽   | 乾隆三十一年正月乙未 （1766年3月5日）     | 禮部尚書               | 乾隆三十二年八月癸酉 （1767年10月4日）    | 改禮部尚書         |
| 70   | 裘曰修 | 江西新建   | 乾隆三十二年八月癸酉 （1767年10月4日）    | 禮部尚書               | 乾隆三十三年八月壬申 （1768年9月27日）    | 改刑部尚书         |
| 71   | 蔡新   |            | 乾隆三十三年八月壬申 （1768年9月27日）    | 刑部右侍郎             | 乾隆三十三年九月辛亥 （1768年11月5日）    | 改刑部尚書         |
| 72   | 嵇璜   | 江蘇無錫   | 乾隆三十三年九月辛亥 （1768年11月5日）    | 河東總督               | 乾隆三十四年二月甲寅 （1769年3月8日）     | 降三級調任         |
| 73   | 程景伊 |            | 乾隆三十四年二月甲寅 （1769年3月8日）     | 吏部左侍郎             | 乾隆三十五年闰五月甲子 （1770年7月11日）  | 改刑部尚書         |
| 74   | 范時綬 | 漢軍       | 乾隆三十五年闰五月甲子 （1770年7月11日）  | 左都御史               | 乾隆三十六年二月辛卯 （1771年4月4日）     | 改刑部尚書         |
| 75   | 裘曰修 | 江西新建   | 乾隆三十六年二月辛卯 （1771年4月4日）     | 工部左侍郎             | 乾隆三十八年五月辛酉 （1773年6月22日）    | 去世               |
| 76   | 嵇璜   | 江蘇無錫   | 乾隆三十八年五月辛酉 （1773年6月22日）    | 工部右侍郎             | 乾隆三十八年八月己丑 （1773年9月18日）    | 改兵部尚書         |
| 77   | 閻循琦 | 山東昌樂   | 乾隆三十八年八月己丑 （1773年9月18日）    | 工部左侍郎             | 乾隆四十年十二月丁未 （1776年1月24日）    | 去世               |
| 78   | 嵇璜   | 江蘇無錫   | 乾隆四十年十二月丁未 （1776年1月24日）    | 兵部尚書               | 乾隆四十四年十二月己巳 （1780年1月25日）  | 改吏部尚書         |
| 79   | 周煌   | 四川涪州   | 乾隆四十四年十二月己巳 （1780年1月25日）  | 兵部左侍郎             | 乾隆四十五年九月戊寅 （1780年9月30日）    | 改兵部尚書         |
| 80   | 周元理 | 浙江仁和   | 乾隆四十五年九月戊寅 （1780年9月30日）    | 兵部左侍郎             | 乾隆四十六年十一月庚子 （1781年12月16日） | 休                 |
| 81   | 羅源漢 | 湖南長沙   | 乾隆四十六年十一月庚子 （1781年12月16日） | 左都御史               | 乾隆四十七年四月甲午 （1782年6月8日）     | 休                 |
| 82   | 劉墉   | 山東諸城   | 乾隆四十七年四月甲午 （1782年6月8日）     | 左都御史               | 乾隆四十八年七月乙卯 （1783年8月23日）    | 改吏部尚書         |
| 83   | 金簡   | 漢軍正黃旗 | 乾隆四十八年七月乙卯 （1783年8月23日）    | 戶部滿缺左侍郎         | 乾隆五十六年十月癸丑 （1791年11月7日）    | 改工部滿缺尚書     |
| 84   | 彭元瑞 | 江西南昌   | 乾隆五十六年十月癸丑 （1791年11月7日）    | 禮部右侍郎             | 嘉慶八年六月戊子 （1803年8月12日）        | 休                 |
| 85   | 戴衢亨 | 江西大庾   | 嘉慶八年六月戊子 （1803年8月12日）        | 兵部尚書               | 嘉慶十年正月辛亥 （1805年2月25日）        | 改戶部尚書         |
| 86   | 熊枚   | 江西鉛山   | 嘉慶十年正月辛亥 （1805年2月25日）        | 左都御史               | 嘉慶十一年五月癸亥 （1806年7月2日）       | 改左都御史         |
| 87   | 秦承恩 | 江蘇江寧   | 嘉慶十一年五月癸亥 （1806年7月2日）       | 左都御史               | 嘉慶十一年六月戊寅 （1806年7月17日）      | 改刑部尚書         |
| 88   | 姜晟   | 江蘇元和   | 嘉慶十一年六月戊寅 （1806年7月17日）      | 刑部尚書               | 嘉慶十一年八月庚寅 （1806年9月27日）      | 病免               |
| 89   | 汪志伊 | 安徽桐城   | 嘉慶十一年八月庚寅 （1806年9月27日）      | 江蘇巡撫               | 嘉慶十一年十月甲申 （1806年11月20日）     | 改湖廣總督         |
| 90   | 曹振鏞 | 安徽歙縣   | 嘉慶十一年十月甲申 （1806年11月20日）     | 吏部右侍郎             | 嘉慶十四年七月丁卯 （1809年8月19日）      | 改戶部尚書         |
| 91   | 戴衢亨 | 江西大庾   | 嘉慶十四年七月丁卯 （1809年8月19日）      | 戶部尚書               | 嘉慶十五年五月癸亥 （1810年6月11日）      | 遷體仁閣大學士     |
| 92   | 費淳   | 浙江錢塘   | 嘉慶十五年五月癸亥 （1810年6月11日）      | 兵部右侍郎             | 嘉慶十六年三月乙亥 （1811年4月19日）      | 去世               |
| 93   | 王集   | 漢軍正紅旗 | 嘉慶十六年三月乙亥 （1811年4月19日）      | 滿缺左都御史           | 嘉慶十七年十二月壬子 （1813年1月15日）    | 改左都御史         |
| 94   | 潘世恩 | 江蘇吳縣   | 嘉慶十七年十二月壬子 （1813年1月15日）    | 吏部左侍郎             | 嘉慶十八年九月庚辰 （1813年10月10日）     | 改戶部尚書         |
| 95   | 章煦   | 浙江錢塘   | 嘉慶十八年九月庚辰 （1813年10月10日）     | 刑部右侍郎             | 嘉慶十八年九月甲申 （1813年10月14日）     | 改吏部尚書         |
| 96   | 周兆基 | 湖北江夏   | 嘉慶十八年九月甲申 （1813年10月14日）     | 吏部左侍郎             | 嘉慶二十一年十一月己巳 （1817年1月11日）  | 改禮部尚書         |
| 97   | 茹棻   | 浙江會稽   | 嘉慶二十一年十一月己巳 （1817年1月11日）  | 吏部右侍郎             | 嘉慶二十五年九月壬戌 （1820年10月15日）   | 改兵部尚書         |
| 98   | 盧蔭溥 | 山東德州   | 嘉慶二十五年九月壬戌 （1820年10月15日）   | 戶部尚書               | 道光元年十月癸巳 （1822年1月9日）         | 改吏部尚書         |
| 99   | 初彭齡 | 山東萊陽   | 道光元年十月癸巳 （1822年1月9日）         | 兵部尚書               | 道光四年三月丁亥 （1824年4月22日）        | 老休               |
| 100  | 陳若霖 | 福建閩縣   | 道光四年三月丁亥 （1824年4月22日）        | 前四川總督             | 道光四年七月丙子 （1824年8月9日）         | 改刑部尚書         |
| 101  | 陸以莊 | 浙江蕭山   | 道光四年七月丙子 （1824年8月9日）         | 左都御史               | 道光七年四月壬子 （1827年5月2日）         | 病假               |
| 102  | 王引之 | 江蘇高郵   | 道光七年五月壬午 （1827年6月1日）         | 吏部左侍郎             | 道光十年九月戊寅 （1830年11月8日）        | 改禮部尚書         |
| 103  | 潘世恩 | 江蘇吳縣   | 道光十年九月戊寅 （1830年11月8日）        | 左都御史               | 道光十一年五月丙寅 （1831年6月24日）      | 改吏部尚書         |
| 104  | 朱士彥 | 江蘇寶應   | 道光十一年五月丙寅 （1831年6月24日）      | 左都御史               | 道光十三年四月己酉 （1833年5月27日）      | 改吏部尚書         |
| 105  | 白鎔   | 順天通州   | 道光十三年四月己酉 （1833年5月27日）      | 左都御史               | 道光十三年十月辛酉 （1833年12月5日）      | 降為大理寺卿       |
| 106  | 湯金釗 | 浙江蕭山   | 道光十三年十月辛酉 （1833年12月5日）      | 左都御史               | 道光十四年二月辛酉 （1834年4月4日）       | 改吏部尚書         |
| 107  | 汪守和 | 江西樂平   | 道光十四年二月辛酉 （1834年4月4日）       | 禮部尚書               | 道光十四年十一月乙丑 （1834年12月4日）    | 改禮部尚書         |
| 108  | 史致儼 | 江蘇江都   | 道光十四年十一月乙丑 （1834年12月4日）    | 禮部尚書               | 道光十四年十一月癸酉 （1834年12月12日）   | 改刑部尚書         |
| 109  | 王引之 | 江蘇高郵   | 道光十四年十一月癸酉 （1834年12月12日）   | 服闕                   | 道光十四年十一月己卯 （1834年12月18日）   | 去世               |
| 110  | 何凌漢 | 湖南道州   | 道光十四年十一月丁亥 （1834年12月26日）   | 左都御史               | 道光十九年三月辛丑 （1839年4月18日）      | 改戶部尚書         |
| 111  | 陳官俊 | 山東濰縣   | 道光十九年三月辛丑 （1839年4月18日）      | 吏部左侍郎             | 道光十九年十二月戊子 （1840年1月30日）    | 革                 |
| 112  | 廖鴻荃 | 福建侯官   | 道光十九年十二月戊子 （1840年1月30日）    | 左都御史               | 道光二十四年二月庚戌 （1844年3月31日）    | 革                 |
| 113  | 陳官俊 | 山東濰縣   | 道光二十四年二月庚戌 （1844年3月31日）    | 禮部尚書               | 道光二十四年十二月戊申 （1845年1月23日）  | 改吏部尚書         |
| 114  | 杜受田 | 山東濱州   | 道光二十四年十二月戊申 （1845年1月23日）  | 左都御史               | 道光三十年五月庚戌 （1850年6月28日）      | 改刑部尚書         |
| 115  | 孫瑞珍 | 山東濟甯   | 道光三十年五月庚戌 （1850年6月28日）      | 禮部尚書               | 道光三十年六月癸亥 （1850年7月11日）      | 改戶部尚書         |
| 116  | 王廣蔭 | 江蘇通州   | 道光三十年六月癸亥 （1850年7月11日）      | 左都御史               | 咸豐元年十二月乙未 （1852年2月3日）       | 去世               |
| 117  | 翁心存 | 江蘇常熟   | 咸豐元年十二月乙未 （1852年2月3日）       | 戶部右侍郎             | 咸豐三年五月辛酉 （1853年6月23日）        | 改刑部尚書         |
| 118  | 許乃普 | 浙江錢塘   | 咸豐三年五月辛酉 （1853年6月23日）        | 刑部右侍郎             | 咸豐三年五月癸亥 （1853年6月25日）        | 改刑部尚書         |
| 119  | 翁心存 | 江蘇常熟   | 咸豐三年五月癸亥 （1853年6月25日）        | 刑部尚書               | 咸豐三年十二月丙申 （1854年1月24日）      | 革                 |
| 120  | 趙光   | 雲南昆明   | 咸豐三年十二月丙申 （1854年1月24日）      | 兵部左侍郎             | 咸豐四年五月辛丑 （1854年5月29日）        | 改刑部尚書         |
| 121  | 彭蘊章 | 江蘇長洲   | 咸豐四年五月辛丑 （1854年5月29日）        | 禮部左侍郎             | 咸豐六年十一月乙卯 （1856年11月28日）     | 遷文淵閣大學士     |
| 122  | 許乃普 | 浙江錢塘   | 咸豐六年十一月乙卯 （1856年11月28日）     | 左都御史               | 咸豐九年五月乙未 （1859年6月26日）        | 改吏部尚書         |
| 123  | 張祥河 | 江蘇婁縣   | 咸豐九年五月乙未 （1859年6月26日）        | 左都御史               | 咸豐十一年十二月庚午 （1862年1月16日）    | 病免               |
| 124  | 王慶雲 | 福建閩縣   | 咸豐十一年十二月庚午 （1862年1月16日）    | 左都御史               | 同治元年三月庚子 （1862年4月16日）        | 去世               |
| 125  | 李菡   | 直隸寶坻   | 同治元年三月庚子 （1862年4月16日）        | 吏部左侍郎             | 同治二年二月乙酉 （1863年3月27日）        | 去世               |
| 126  | 李棠階 | 河南河內   | 同治二年二月乙酉 （1863年3月27日）        | 左都御史               | 同治三年七月壬戌 （1864年8月25日）        | 改禮部尚書         |
| 127  | 單懋謙 | 湖北襄陽   | 同治三年七月癸亥 （1864年8月26日）        | 左都御史               | 同治七年三月丙子 （1868年4月20日）        | 改吏部尚書         |
| 128  | 鄭敦謹 | 湖南長沙   | 同治七年三月丙子 （1868年4月20日）        | 左都御史               | 同治八年六月辛酉 （1869年7月29日）        | 改兵部尚書         |
| 129  | 毛昶熙 | 河南武陟   | 同治八年六月辛酉 （1869年7月29日）        | 左都御史               | 同治十一年八月庚申 （1872年9月10日）      | 改吏部尚書         |
| 130  | 李鴻藻 | 直隸高陽   | 同治十一年八月庚申 （1872年9月10日）      | 左都御史               | 光緒三年九月丙寅 （1877年10月20日）       | 憂免               |
| 131  | 賀壽慈 | 江西樂平   | 光緒三年九月丙寅 （1877年10月20日）       | 左都御史               | 光緒五年三月庚戌 （1879年3月28日）        | 降三級調任         |
| 132  | 潘祖蔭 | 江蘇吳縣   | 光緒五年三月乙卯 （1879年4月2日）         | 左都御史               | 光緒五年四月壬申 （1879年6月28日）        | 改刑部尚書         |
| 133  | 翁同龢 | 江蘇常熟   | 光緒五年四月壬申 （1879年6月28日）        | 刑部尚書               | 光緒十一年十一月癸亥 （1886年1月3日）     | 改戶部尚書         |
| 134  | 潘祖蔭 | 江蘇吳縣   | 光緒十一年十一月癸亥 （1886年1月3日）     | 署理兵部尚書           | 光緒十六年十一月壬辰 （1891年1月6日）     | 去世               |
| 135  | 祁世長 | 山西壽陽   | 光緒十六年十一月己巳 （1890年12月14日）   | 左都御史               | 光緒十八年八月癸亥 （1892年9月28日）      | 去世               |
| 136  | 孫家鼐 | 安徽壽州   | 光緒十八年八月壬申 （1892年10月7日）      | 左都御史               | 光緒二十二年十月辛卯 （1896年12月4日）    | 改禮部尚書         |
| 137  | 許應騤 | 廣東番禺   | 光緒二十二年十月辛卯 （1896年12月4日）    | 左都御史               | 光緒二十三年七月壬辰 （1897年8月2日）     | 改禮部尚書         |
| 138  | 錢應溥 | 浙江嘉興   | 光緒二十三年七月壬辰 （1897年8月2日）     | 左都御史               | 光緒二十五年五月甲寅 （1899年6月15日）    | 病免               |
| 139  | 徐樹銘 | 湖南長沙   | 光緒二十五年五月乙卯 （1899年6月16日）    | 左都御史               | 光緒二十六年四月丁酉 （1900年5月24日）    | 去世               |
| 140  | 徐會灃 | 山東諸城   | 光緒二十六年四月丁酉 （1900年5月24日）    | 左都御史               | 光緒二十六年七月戊午 （1900年8月13日）    | 改兵部尚書         |
| 141  | 陳學棻 | 湖北安陸   | 光緒二十六年七月戊午 （1900年8月13日）    | 吏部左侍郎             | 光緒二十六年九月戊子 （1900年11月11日）   | 去世               |
| 142  | 瞿鴻禨 | 湖南善化   | 光緒二十六年九月戊子 （1900年11月11日）   | 左都御史               | 光緒二十七年六月癸卯 （1901年7月24日）    | 改外務部尚書       |
| 143  | 張百熙 | 湖南長沙   | 光緒二十七年六月甲辰 （1901年7月25日）    | 左都御史               | 光緒二十七年十月丙申 （1901年11月14日）   | 改刑部尚書         |
| 144  | 葛寶華 | 浙江山陰   | 光緒二十七年十月丙申 （1901年11月14日）   | 戶部右侍郎             | 光緒二十七年十二月乙卯 （1902年2月1日）   | 改工部尚書         |
| 145  | 呂海寰 | 順天大興   | 光緒二十七年十二月乙卯 （1902年2月1日）   | 左都御史               | 光緒三十一年十二月庚戌 （1906年1月6日）   | 改兵部尚書         |
| 署   | 葛寶華 | 浙江山陰   | 光緒二十七年十二月乙卯 （1902年2月1日）   | 刑部尚書兼署           | 光緒二十九年七月乙酉 （1903年8月25日）    |                    |
| 署   | 陸潤庠 | 江蘇元和   | 光緒二十九年七月乙酉 （1903年8月25日）    | 左都御史兼署           | 光緒三十年四月庚辰 （1904年8月14日）      |                    |
| 署   | 鹿傳霖 | 直隸定興   | 光緒三十年四月庚辰 （1904年8月14日）      | 戶部尚書調署           | 光緒三十一年十二月庚戌 （1906年1月6日）   |                    |
| 146  | 陸潤庠 | 江蘇元和   | 光緒三十一年十二月庚戌 （1906年1月6日）   | 左都御史               | 光緒三十二年九月甲寅 （1906年11月6日）    | 以尚書銜管順天府事 |
| 序号 | 姓名   | 籍贯       | 上任时间                                  | 任前职务               | 卸任时间                                  | 卸任原因           |